# Euthalia octogesima
Euthalia octogesima är en fjärilsart som beskrevs av Vollenhoven 1862. Euthalia octogesima ingår i släktet Euthalia och familjen praktfjärilar. Inga underarter finns listade i Catalogue of Life.